# Base aérea de la isla Bolchevique
La Base aérea de la isla Bolchevique (del ruso: Аэродром Остров Большевик); ICAO:; IATA: ), se encuentra en la isla Bolchevique (en ruso: Остров Большевик. Es una isla localizada en el Ártico, la más meridional de las islas del grupo de la Tierra del Norte. Con una superficie estimada de 11.031 km², es la segunda isla más grande del grupo y la 70.ª isla más grande del mundo. La isla está situada entre el mar de Kara y el mar de Láptev.
Administrativamente, la isla depende del krai de Krasnoyarsk de la Federación de Rusia.
Aparenta ser un gran campo de bombarderos que no llegó a completarse, probablemente construido alrededor de 1960. Lo que iba a ser pista puede apreciarse todavía en las imágenes del satélite.
Fue pensado como base para el establecimiento de bombarderos estratégicos a lo largo de la costa del océano Ártico. Aparentemente fue abandonada durante su construcción o sirve para algún otro uso limitado. Es posible que el cambio de orientación hacia los misiles intercontinentales provocara su abandono.

## Pista
La base aérea de la isla Bolchevique dispone de una pista en dirección 12/30 de 2500x50 m. (8202x164 pies).